# Leptocerus sarchtika
Leptocerus sarchtika är en nattsländeart som beskrevs av Schmid 1987. Leptocerus sarchtika ingår i släktet Leptocerus och familjen långhornssländor. Inga underarter finns listade i Catalogue of Life.